# Autorité Monnet
L’autorité Jean Monnet est la première haute autorité de la Communauté européenne du charbon et de l’acier (CECA), en fonction entre le 10 août 1952 et le 10 juin 1955.
Présidé par le Français Jean Monnet, ce premier organe exécutif d’une institution européenne est composé de neuf membres issus des six pays signataires du traité de Paris, théoriquement désignés pour un mandat de 6 ans. L’autorité Mayer lui succède au printemps 1955.

## Historique
Selon les termes du traité de Paris d’avril 1951, la Communauté européenne du charbon et de l’acier est gérée institutionnellement par un binôme d’organismes collégiaux : l’un supranational, la Haute Autorité, a la vocation de mettre en place des décisions dans l’intérêt de tous les pays signataires ; l’autre, le Conseil des ministres, reflète la position de chacun des six États membres. Une troisième institution, l’Assemblée commune, sans réels pouvoirs législatifs ni budgétaires, est composée de représentants désignés par les députés des parlements nationaux. Certes, celle-ci peut prononcer une motion de censure à la majorité des deux tiers sur le rapport général annuel de la Haute Autorité, mais, elle n’a pas de contrôle sur le Conseil des ministres. Dernier élément du « carré institutionnel » (Jacques Delors), la Cour de justice, composée de 7 juges indépendants, contrôle les décisions de la Haute Autorité.
À la suite d’un compromis, il est décidé que la Haute Autorité admette un membre par pays, un membre supplémentaire pour la France et l’Allemagne de l’Ouest, et un neuvième élu par les huit autres, pour un mandat de six ans. Celle-ci siège provisoirement au château de Beggen, à Luxembourg, puis à l’hôtel du Grand-Chef, à Mondorf-les-Bains ; toujours au Luxembourg, les services de la Haute Autorité finissent par s’installer dans l’ancienne direction des chemins de fer, place de Metz, à Luxembourg.
La séance d’installation de la première haute autorité, dite « autorité Monnet », du nom de son président, Jean Monnet, a lieu le 10 août 1952. En novembre 1954, après l’échec de la Communauté européenne de défense (CED), Jean Monnet annonce sa volonté de ne pas renouveler son mandat. Il quitte ses fonctions le 10 juin 1955, et René Mayer, un autre Français, est nommé à la tête de la nouvelle haute autorité.

## Composition
Dès la première réunion, le 10 août 1952, les postes de vice-présidents sont attribués à deux membres de la haute autorité : le premier revient à l’Ouest-Allemand Franz Etzel et le second au Belge Albert Coppé. Bien que le président soit à la tête de ce « collège des Neuf », protocolairement, le doyen d’âge a la préséance sur les autres membres dans les cérémonies officielles ou dans les réunions diplomatiques.
À partir du 1er décembre 1953, l’autorité Monnet fonctionne au travers de six groupes de travail permanents, qui agrègent une à plusieurs divisions de la Haute Autorité, voire aucune suivant les cas. Au sein de chaque groupe, trois membres de l’organe exécutif sont désignés comme simples responsables tandis qu’un autre le préside. Ce mode de fonctionnement est entériné par un règlement général, près d’un an plus tard, le 5 novembre 1954.
| Image            | Nom              | Fonction | Responsabilité dans d’autres groupes de travail | Parti | Parti                                  | Pays                 |
| ---------------- | ---------------- | --- | --- | ----- | -------------------------------------- | -------------------- |
| Jean Monnet      | Jean Monnet      | - Président de la Haute Autorité de la Communauté européenne du charbon et de l’acier | |       | Indépendant                            | France               |
| Franz Etzel      | Franz Etzel      | - Premier vice-président de la Haute Autorité de la Communauté européenne du charbon et de l’acier - Président du groupe de travail du Marché                                                                | - Relations extérieures |       | Union chrétienne-démocrate d’Allemagne | Allemagne de l’Ouest |
| Albert Coppé     | Albert Coppé     | - Second vice-président de la Haute Autorité de la Communauté européenne du charbon et de l’acier - Président du groupe de travail des Objectifs généraux, de la Politique à long terme et de la Conjoncture | - Marché |       | Parti populaire chrétien               | Belgique             |
| Paul Finet       | Paul Finet       | - Président du groupe de travail du Travail - Président du groupe de travail des Questions administratives                                                                                                   | |       | Indépendant                            | Belgique             |
| Dirk Spierenburg | Dirk Spierenburg | - Président du groupe de travail des Relations extérieures | - Marché |       | Indépendant                            | Pays-Bas             |
| Léon Daum        | Léon Daum        | - Président du groupe de travail des Investissements, du Financement et de la Production | - Marché - Objectifs généraux, Politique à long terme et Conjoncture                                                                                                   |       | Indépendant                            | France               |
| Enzo Giacchero   | Enzo Giacchero   | | - Investissements, Financement et Production - Travail - Relations extérieures - Objectifs généraux, Politique à long terme et Conjoncture - Questions administratives |       | Démocratie chrétienne                  | Italie               |
| Albert Wehrer    | Albert Wehrer    | | - Investissements, Financement et Production - Relations extérieures - Questions administratives                                                                       |       | Indépendant                            | Luxembourg           |
| Heinz Potthoff   | Heinz Potthoff   | | - Investissements, Financement et Production - Travail - Objectifs généraux, Politique à long terme et Conjoncture - Questions administratives                         |       | Parti social-démocrate d’Allemagne     | Allemagne de l’Ouest |

## Sources

## Compléments